# Aristida repens
Aristida repens är en gräsart som beskrevs av Carl Bernhard von Trinius. Aristida repens ingår i släktet Aristida och familjen gräs.
Artens utbredningsområde är Galápagosöarna. Inga underarter finns listade i Catalogue of Life.